# Atassia cerebellare

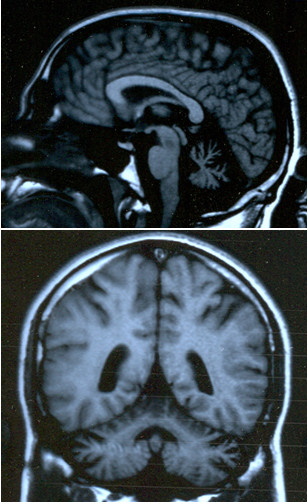
Radiografia di atassia cerebellare

L'atassia cerebellare è una forma di atassia originata dal cervelletto. L'atassia congenita non progressiva (NPCA) è una presentazione classica delle atassie cerebrali.

## Panoramica
Il centro della coordinazione dei movimenti muscolari è il cervelletto il quale elabora gli impulsi portati ai muscoli dal midollo spinale e dai nervi periferici.
L'atassia cerebellare può verificarsi a causa di molte malattie e presenta sintomi di incapacità nella coordinazione dell'equilibrio, dell'andatura, i movimenti oculari e dell'estremità. Le lesioni al cervelletto possono causare dissinenergia (attività non coordinata e sinergica della muscolatura scheletrica), dismetria (movimenti eccessivi o insufficienti rispetto all’azione che si vuole eseguire), adiadococinesia (difficoltà ad effettuare rapidamente dei movimenti alternati e in direzioni opposte), disartria (difficoltà nell'articolazione delle parole) e atassia di posizione e marcia.
I deficit sono osservati quando il paziente effettua movimenti che coinvolgono la muscolatura posta sullo stesso lato della lesione nervosa (omolaterale). I medici per ricercare i segni di atassia in genere chiedono al paziente di svolgere determinati compiti motori e durante l'esecuzione osservano eventuali indizi di atassia.

## Cause
Ci sono molte cause possibili di atassia cerebellare, tra queste l’atassia da glutine, le atassie da degenerazione delle cellule di Purkinje del cervelletto, l’atassia da autoimmunità a carico delle cellule di Purkinje o di altre cellule neuronali del cervelletto, vasculiti del sistema nervoso centrale (SNC), la sclerosi multipla, infezioni, emorragie, infarto, tumori, danno diretto, tossine (ad esempio l’alcol), disordini genetici e un'associazione con l'uso di statine.  L’atassia da glutine è responsabile del 40% di tutte le atassie idiopatiche sporadiche e complessivamente del 15% di tutte le atassie.

## Morbilità associata
Il danno al cervelletto, in particolare all'area cerebello-cerebrale e al verme cerebellare, è molto spesso associato a depressione clinica e frequentemente ad alcolismo.
A causa delle difficoltà nell'eseguire movimenti, nella cura personale, nell'esecuzione delle attività quotidiane, per il dolore/disagio che provano, le persone affette da atassia cerebellare hanno maggiori probabilità di essere diagnosticate come sofferenti di ansia e depressione.
Quasi un terzo dei pazienti con atassia cerebellare isolata o atassia ad insorgenza tardiva continua può andare incontro allo sviluppo di atrofia multi-sistemica.
Negli ultimi anni i ricercatori hanno messo in evidenza come il ruolo del cervelletto non sia puramente motorio. Quest’area sembra essere infatti intimamente correlata all'intelletto, all'emozione e alla capacità di pianificazione.

## Trattamento
A lungo si è ritenuto che per i disturbi posturali e dell'equilibrio propri dell’atassia cerebellare non esistesse una terapia. Tuttavia studi recenti hanno messo in evidenza come un intenso trattamento di tipo riabilitativo possa alleviare i disturbi posturali nel pazienti che soffre di questo disturbo.
Tra le terapie possibili sembra che la riabilitazione sia efficace per migliorare le capacità posturali dei pazienti con atassia cerebellare - in particolare nei pazienti affetti da atassia degenerativa o associata a sclerosi multipla.
Sono necessari programmi di riabilitazione intensiva con esercizi di equilibrio e coordinazione. Alcune tecniche riabilitative (e tra queste quelle che si basano sulla realtà virtuale, il biofeedback, gli esercizi su tapis roulant con ausili che consentono di scaricare il peso corporeo durante la deambulazione) sembrano essere di aiuto, anche se la loro efficacia specifica deve essere ulteriormente indagata. Allo stato delle conoscenze alcuni farmaci sono stati studiati solo per il trattamento dell’atassia su base degenerativa, e il loro livello di evidenza è basso.
Uno degli obiettivi principali del trattamento è ristabilire l'inibizione fisiologica esercitata dalla corteccia cerebellare sui nuclei cerebellari. I ricercatori hanno iniziato ad utilizzare la stimolazione transcranica con corrente continua (TCDCS) e la stimolazione magnetica transcranica (TMS) con alcuni risultati promettenti.
L'atassia cerebellare da lieve a moderata può essere trattata con il buspirone. Si pensa che questa molecola aumenti i livelli di serotonina nel cervelletto e quindi contribuisca a ridurre l'atassia.